# Ізидорув
Ізидорув (пол. Izydorów) — село в Польщі, у гміні Відава Ласького повіту Лодзинського воєводства.
Населення — 39 осіб (2011).
У 1975-1998 роках село належало до Серадзького воєводства.

## Демографія
Демографічна структура станом на 31 березня 2011 року:
|          | Загалом | Допрацездатний вік | Працездатний вік | Постпрацездатний вік |
| -------- | ------- | ------------------ | ---------------- | -------------------- |
| Чоловіки | 18      | 4                  | 13               | 1                    |
| Жінки    | 21      | 5                  | 12               | 4                    |
| Разом    | 39      | 9                  | 25               | 5                    |